# Speciální čarodějnický díl XXVI
Speciální čarodějnický díl XXVI (v anglickém originále Treehouse of Horror XXVI) je 5. díl 27. řady (celkem 579.) amerického animovaného seriálu Simpsonovi. Scénář napsal Joel H. Cohen a díl režíroval Steven Dean Moore. V USA měl premiéru dne 25. října 2015 na stanici Fox Broadcasting Company a v Česku byl poprvé vysílán 1. dubna 2016 na stanici Prima Cool.

## Části
Tento díl je rozdělen na tyto části:
- Hledá se mrtvý spíše než živý (Wanted: Dead, Then Alive)
- Homerzilla (Homerzilla)
- Slavní telepati (Telepaths of Glory)

## Děj

### Hledá se mrtvý spíše než živý
Bart dostává od Milhouse textovou zprávu, ve které je napsáno, že má přijít do hudební místnosti. Když tam Bart přichází, nachází tam Leváka Boba, který ho přivítává s Milhousovým telefonem. Levák Bob Bartovi sděluje, že si chce splnit svůj celoživotní sen: zabít Barta. Bob zabíjí Barta oštěpem a vezme si jeho tělo do svého domu, aby oslavil zabití Barta. Boba přijímají jako učitele na literatury na Springfieldské univerzitě, ale je nespokojený, protože jeho studenti jsou „chatující chytráci“. Zjišťuje, že jediná věc, která ho udělala šťastná, bylo zabití Barta. Bob navštěvuje několik fakult a sestavuje stroj. Bob zjišťuje, že stroj Barta vždy oživí. Bobův stroj najde pes Spasitel. Rodina Simpsonových se dostává do suterénu Boba a oživují Barta. Bob se tam jde podívat s brokovnicí a má zákonné právo zabít Simpsonovy. Homer útočí na Boba lampou a urve mu hlavu. Marge rozhoduje, že se Bart může postarat o Bobovo tělo. Bart do stroje vkládá Bobovu hlavu, rohy, žabí nohy, kuřecí tělo a ocas, čímž se z Boba stává bizarní stvoření.

### Homerzilla
V parodii na Godzillu se bláznivému starému japonskému muži založeném na dědovi Simpsonovi všichni neustále vysmívají, protože každý den posílá koblihu (donut) do oceánu. Na otázku proč dělá takové věci, říká, že pokud nepošle koblihu do oceánu, tak obrovské mořské monstrum povstane a zničí město. Jednoho dne, když připravuje koblihu na svůj „rituál“, zemře. Když tedy nikdo koblihu do oceánu nepošle, objeví se mořské monstrum nazývané Homerzilla (Homer), které vylezlo z oceánu a zničilo město. V další scéně, kdy vedoucí výroby filmu sledují film Homerzilla, říkají, že je tak špatný, že bude remakeován. O dva roky později vydávají film 'Zilla, který se potýkal s velkým neúspěchem. Výrobci filmu shromáždí všechno propagační zboží a vyhodí jej do oceánu, ale kontejnery se zbožím probudí Homerzillu a objeví se zpráva o tom, že se Homerzilla vrátí, jakmile lidé zapomenou na poslední film.

### Slavní telepati
V parodii na Chronicle Bart, Líza a Milhouse procházejí lesem. Bart vyděsí Lízu s mrtvými sovami a ta udeří Milhouse a spadne do obrovské díry. Bart a Líza se rozhodnou, že se skočí za Milhousem do díry, aby ho zachránili. V díře je bahno a radioaktivní odpad z elektrárny. Radioaktivní odpad exploduje a všechny tři vymrští nahoru. Když se probudí, Milhouse a Lísa zjistí, že získali telekinezi, a rozhodnou se ji použít pro své účely. Líza telekinezi používá rozumně, ale Milhouse se „zbláznil“. Rodina Simpsonových si uvědomuje, že Maggie také používá telekinezi, protože používala radioaktivní tyč jako dudlík. Maggie telekinezi využívá k tomu, aby prospěla světu, například přeměna Homerzilly na Barneyho dinosaura předtím, než je zabije. Díl končí tím, že Kang a Kodos si stěžují, že se v tomto díle objevili jen jako „štěk“.

## Produkce
V rozhovoru pro The Hollywood Reporter v září 2015 Al Jean o této epizodě řekl: „Snažíme se prolomit bariéry a je to jako nic, co jsme kdy dělali. Je to taková hodně strašidelná pocta kresleným seriálům od Hanny-Barbery, ale aktualizovaná. Pak tu máme Leváka Boba, který zabije Barta. A pokud jste chtěli, aby Bob zabil Barta, splní se vám vaše přání. Vždycky jsem byl ten typ dítěte, které chtělo, aby Kojot Wilda sežral ptáka Uličníka, takže tohle mě velmi potěšilo.“. Dodal, že Bobův dabér Kelsey Grammer byl touto vyhlídkou nadšený a zvolal: „Konečně!“.
Epizoda začíná pasáží, kterou animoval tvůrce Rena a Stimpyho John Kricfalusi a která obsahuje „Grinchovskou písničku“, která „propašovává Kricfalusiho charakteristickou koprologií a zároveň je docela chytlavá“. Bob pokárá své studenty za to, že pro svůj výzkum o T. S. Eliotovi použili Wikipedii, a lituje, že „autor Cats může být urážen ještě víc“. Když Bob opakovaně vraždí Barta, hraje singl Elvise Costella „Accidents Will Happen“ z roku 1979.

## Přijetí
Epizoda získala rating 2,8 a sledovalo ji celkem 6,75 milionu diváků, čímž se stala nejsledovanějším pořadem stanice Fox té noci.
Epizoda získala smíšené hodnocení. Dennis Perkins z The A.V. Clubu udělil dílu hodnocení B− a označil jej za „průměrný“. Napsal, že „v černém humoru nebylo moc radosti“, ačkoli pochválil Bartovu montáž smrti. K satiře v Homerzille se stavěl příznivěji, ale dospěl k závěru, že „nemá příliš mnoho masa na (svých) kostech“, a odsoudil nedostatek originality v závěrečné pasáži, třebaže schvaloval, že ředitel Skinner opravuje graffiti, aby se nazval „pindíkem“.
Jesse Schedeen ze serveru IGN udělil epizodě známku 6,9 z 10 s tím, že „nabízí slušnou sestavu temnějších springfieldských dobrodružství. Vyniká především návrat Leváka Boba, příběh natolik zábavný, že si opravdu zasloužil vlastní, celovečerní epizodu. Homerzilla má také své momenty. A i když je nedostatek originality ve Slavných telepatech zklamáním, jako celek je tato epizoda dostatečně zábavná na to, aby se pohodlně zařadila do středu skupiny, co se týče Speciálních čarodějnických dílů.“